# Россия 2045
Стратегическое общественное движение «Россия 2045» (англ. Strategic social initiative «Russia 2045») — общественное движение и интернет-сообщество, имеющее трансгуманистическую направленность и выступающее за развитие человека, в том числе за счет ускорения технического прогресса и интеграции современных технологий, за сопротивление дальнейшему росту «общества потребления» и эксплуатации природной среды. Проект де-факто был свёрнут в марте 2018 г. в связи с недостаточным уровнем финансирования исследований.

## История
Движение было создано в феврале 2011 года инициативной группой российских ученых во главе с президентом холдинга New Media Stars Дмитрием Ицковым. Штаб-квартира движения расположена в Москве (Россия).
Число 2045 в названии движения означает год наступления технологической сингулярности. Представители движения считают, что не позднее этого года искусственное тело не только значительно превзойдет по своим функциональным возможностям существующее, но и достигнет совершенства формы и сможет выглядеть не хуже человеческого. Основанием для такого прогноза являются множественные модели процессов развития человечества и биосферы Земли, указывающие на гиперболическую скорость этого развития. Например, прогнозы известного американского изобретателя и футуролога Рэймонда Курцвейла. В то же время, например, работы Александра Панова говорят об обратном; в частности, по мнению Панова, мир прошел пик скорости развития в 70-х годах XX века («кривая Снукса-Панова»).
На сегодня членами инициативной группы считаются:
- Ицков, Дмитрий Ильич (основатель движения, президент конгресса «Глобальное будущее 2045») — бизнесмен, до марта 2012 года президент компании Newmedia Stars
- Фролов, Александр Алексеевич (руководитель направления «Аватар А») — доктор биологических наук, профессор, зав. лабораторией математической нейробиологии обучения Института высшей нервной деятельности и нейрофизиологии РАН
- Дунин-Барковский, Виталий Львович (руководитель направления «Аватар В»/ReBrain) — доктор физико-математических наук, профессор, зав. отделом нейроинформатики Центра оптико-нейронных технологий НИИ системных исследований РАН
- Болонкин, Александр Александрович — доктор технических наук, профессор
- Булатов, Дмитрий Хаметович — художник, теоретик искусства, куратор Государственного центра современного искусства (Калининградский филиал)
- Варфоломеев, Сергей Дмитриевич — доктор химических наук, профессор, зав. кафедрой химической энзимологии МГУ, член-корреспондент РАН, директор Института биохимической физики РАН
- Каплан, Александр Яковлевич — доктор биологических наук, профессор, зав. лабораторией нейрофизиологии и нейроинтерфейсов биологического факультета МГУ
- Конышев, Владимир Анатольевич — доктор медицинских наук, руководитель компании «Нейроботикс»
- Кучеренко, Владимир Александрович — писатель-футуролог, журналист
- Рябинин, Вячеслав Евгеньевич — доктор биологических наук, профессор, изобретатель аппарата «Биоискусственная печень»
- Селищев, Сергей Васильевич — доктор физико-математических наук, профессор, зав. кафедрой биомедицинских систем Московского государственного института электронной техники, главный редактор журнала «Медицинская техника»
- Терёшина, Елена Владимировна — доктор биологических наук, зав. лабораторией липидного обмена РНИИ геронтологии Росздрава
- Шаменков, Дмитрий Алексеевич — кандидат медицинских наук, член экспертной коллегии по биомедицинским проектам Фонда развития Инновационного центра Сколково.
- Яблоков, Михаил Юрьевич — кандидат физико-математических наук, старший научный сотрудник лаборатории термостойких термопластов ИСПМ РАН, создатель наносенсорной нейроподобной системы «Электронный нос»
- Яхно, Владимир Григорьевич — доктор физико-математических наук, профессор, руководитель группы автоволновых процессов, зав. лабораторией Института прикладной физики РАН

В числе экспертов движения также упоминаются В. Ю. Аргонов, И. В. Артюхов, О. Г. Бахтияров, Н. Бостром, И. В. Вишев, Б. К. Гаврилюк, Д. В. Галкин, А. И. Галушкин, М. С. Гафитулин, Д. И. Дубровский, С. Н. Еникополов, С. А. Жуков, Х. Исигуро, С. В. Кричевский, А. В. Кудрявцев, П. О. Лукша, А. П. Назаретян, А. Ю. Пальянов, С. Б. Переслегин, В. Ф. Петренко, Б. Родриг, А. Сандберг, Л. А. Станкевич, Д. С. Стребков, К. Уорик, В. Н. Шабалин.

## Технопроект
Вскоре после образования движения инициативной группой ученых (большинство которых из институтов Российской академии наук) был разработан обобщенный план проекта создания искусственного тела человека (в публикациях движения фигурирует как «Технопроект» или «Проект „Аватар“» — по аналогии с одноимённым фильмом Джеймса Кэмерона). В рамках этого проекта предполагается параллельное проведение НИОКР по четырем направлениям:
- Аватар А — небиологическое антропоморфное искусственное тело человека, дистанционно управляемое через интерфейс «мозг-компьютер».

В ходе работы над направлением могут быть созданы: новые усовершенствованные протезы органов тела человека, а также органов чувств; экзоскелеты различных функций; новые человеко-компьютерные языки; новые автономные роботы и др.
- Аватар Б — создание искусственного тела, пригодного для трансплантации в него головного мозга человека в конце жизни, а также отработка самой процедуры трансплантации. По мнению ряда ученых, человеческий мозг при определенных условиях способен функционировать гораздо дольше остальных органов физического тела, и поэтому перенос мозга в более совершенный, выносливый, долговечный носитель потенциально может продлить жизнь человека до 200—300 лет.[9]

В ходе работы над направлением могут быть созданы: биопротезы с прямым нервным управлением, симбиотические биокомпьютеры на основе нервной ткани и электронных устройств, новые методы криосохранения и восстановления и др.
- Аватар В (в других публикациях ReBrain) — создание методики переноса нематериальной структуры сознания человека в полностью искусственное тело. Для реализации этого направление предлагается использование «обратного конструирования» мозга.

Руководитель направления — В. Л. Дунин-Барковский.
- Аватар Г — создание тела из нанороботов и тела-голограммы.

По словам Дмитрия Ицкова, в отличие от остальных этапов четвертый — это его мечта о том, что произойдет «переход от обладания уязвимым биологическим телом сначала к кибернетическому телу, потом к телу из нанороботов, которое может управляться силой мысли и менять свою форму под этим воздействием, а затем, может быть, даже к неосязаемому телу, которое будет состоять из частиц света и напоминать голограмму». Однако такой же прогноз дает и Рэй Курцвейл, а изображение тела — облака из нанороботов даже попало на обложку «Тайм».

## Мероприятия

### Переговоры с РАН
В июле 2011 года со стороны руководства Комиссии по борьбе с лженаукой РАН прозвучал ряд критических высказываний в адрес движения «Россия 2045». В ответ инициаторы движения обратились в РАН с просьбой провести экспертизу своих проектов. По результатам проведённого 11 августа совместного совещания с экспертами РАН (М. В. Угрюмов, Н. Г. Шеремет, И. В. Бондарь), Курчатовского института (Б. Ф. Реутов) и Министерства образования и науки (А. В. Наумов и др.) была признана общественная полезность инициативы движения о создании негосударственного фонда для поддержки научным исследованиям, направленным на улучшение качества и увеличение продолжительности жизни человека.

### Представление движения на Саммите Сингулярности
В октябре 2011 года Дмитрий Ицков выступил на шестом Саммите Сингулярности в Нью-Йорке, став первым представителем от России на этом мероприятии. В своем докладе «Бессмертие 2045». Русский опыт" Ицков презентовал движение «Россия 2045», его цели и план технопроекта по достижению кибернетического бессмертия, а также уже имеющиеся у движения успехи и планы (переведенный текст выступления доступен на сайте движения).
Он заявил: «чтобы сделать проект реальным, нужно продвигать идею публично и формировать социальный заказ». В докладе также было объявлено о планах трансформирования движения в общемировое с новым названием «Неочеловечество 2045», обозначены цели и предполагаемая структура мирового движения.

### Первый конгресс «Глобальное Будущее 2045» (Москва 2012)
«Глобальное Будущее 2045» (англ. Global Future 2045) — международный научный конгресс, посвящённый проблемам глобальных изменений цивилизации в условиях стремительного развития инновационных технологий, обсуждению парадигмы развития для человеческой цивилизации. Основные темы конгресса: роботехника, нейробиология, регенеративная медицина, нейрокомпьютерные интерфейсы, когнитивные науки, философия трансгуманизма и иммортализма, универсальная история, взаимодействие науки и религии и т. д.
Первый конгресс был организован движением «Россия 2045» и Евро-азиатским центром мегаистории и ситемного прогнозирования Института Востоковедения РАН в 2012 году. Мероприятия проходило 17-20 февраля в Москве, при широкой информационной поддержке СМИ.
В нём приняли участие ведущие учёные из России, США, Канады, Великобритании, Голландии, Австралии. В частности, среди известных зарубежных учёных можно отметить: Рэймонда Курцвейла, Ника Бострома, Эрика Чейсона, Джона Смарта, Рэндала Кунэ, Дэвида Кристиана и Андерса Сандберга. Отечественную науку представляли Акоп Назаретян, Дмитрий Стребков, Сергей Ениколопов, Давид Дубровский и множество других, в том числе академики и члены-корреспонденты РАН и РАСХН, а также вице-президент Международной ассоциации ТРИЗ Александр Кудрявцев.
Помимо вопросов технических и естественных наук, значительная часть программы была уделена тематике устройства общества и психологии человека в будущем, а также вопросам духовного развития в условиях технологического прогресса. К обсуждению этих тем помимо ученых были привлечены практикующие психологи и психотерапевты, писатели, общественные деятели и духовные лидеры. В частности, прозвучали выступления писателя Михаила Веллера, писателя-футуролога Максима Калашникова, промышленного дизайнера Владимира Пирожкова, епископа Православной церкви в Америке Лазаря (Пухало), мастера йоги Свами Вишну Дэва, ламы Ачарья Гонбо Дордже, учителя даосизма Фрэнсиса Алана.
На конгрессе также были представлены технические разработки, осуществляемые под руководством движения «Россия 2045»: работа киберпротеза кисти руки с нейроинтерфейсом и аватар «Дима» (предполагаемая первая версия аватара Дмитрия Ицкова) — созданные компанией «Нейроботикс», а также управление внешними устройствами с помощью мысленных команд (через обработку сигналов с ЭЭГ) — от киевских представителей Университета эффективного развития (школа психонетики).
Третьим блоком обсуждения были вопросы взаимодействия науки с государством и бизнес-сообществом. Участниками дискуссий на эту тему были, среди прочих, президент Группы QIWI Андрей Романенко, руководитель Кластера космических технологий и телекоммуникаций фонда «Сколково» Сергей Жуков. Отдельно был проведен круглый стол «Инвестиции в будущее», на котором обсуждалась проблема привлечения инвестиций в прорывные технологии будущего.
По результатам конгресса разрабатывается резолюция с рекомендациями по достижению благоприятных вариантов будущего, которую движения предлагает направить в ООН, ЮНЕСКО и главам государств G20.

### Встречи сторонников движения в регионах
В июне 2012 года движение объявило о переходе к активному развитию общественной стороны своей деятельности и начале строительства структуры для координации работы волонтеров на местах. Было инициировано проведение встреч сторонников движения во множестве регионов России, на основе которых предполагается создание структуры региональных отделений движения.
24 июня сторонники движения в Астрахани при поддержке местной администрации провели социальный эксперимент «Роботы среди людей» для изучения возможной реакции общества на появление такого необычного объекта, как человекообразный робот. В ходе эксперимента прохожие на улицах помогали роботу не сбиться со своего пути и добраться до цели.

### Открытое письмо Генеральному секретарю ООН Пан Ги Муну
Нью-Йорк, 12 марта 2013 года. 23 участника Второго международного конгресса «Глобальное будущее 2045» (GF2045) обратились к Генеральному секретарю ООН Пан Ги Муну с просьбой поддержать создание новой эволюционной стратегии человечества и проект «Аватар» Стратегического общественного движения «Россия 2045».
Открытое письмо подписано президентом GF2045 Дмитрием Ицковым и другими докладчиками конгресса — мировыми учеными, предпринимателями, духовными лидерами, футурологами и философами, которые соберутся 15-16 июня в Линкольн-центре в Нью-Йорке на конгрессе «Глобальное будущее 2045».
«Мир находится на пороге глобальных перемен. Экологический, политический, антропологический, экономический и другие кризисы усугубляются. Развязываются войны, бездумно расходуются ресурсы, загрязняется планета. Общество переживает кризис потребительской модели существования, кризис целей и ценностей. Большинство национальных лидеров озабочены лишь краткосрочной внутренней стабильностью в своих странах и не уделяют должного внимания проблемам будущего цивилизации».
В письме участники конгресса GF2045 обращают внимание Генерального секретаря на то, что для перехода на более высокий этап развития цивилизации жизненно необходима научно-техническая революция и значительные духовные преобразования, которые будут находиться в неразрывной взаимосвязи, поддерживая и дополняя друг друга.
В основу научно-технической революции могут лечь прорывные аватар-технологии, ключевыми составляющими которых являются: разработка антропоморфных роботов, систем дистанционного управления и интерфейсов «мозг — компьютер», создание системы жизнеобеспечения мозга на базе искусственного тела, изучение основных принципов работы мозга человека, разработка его функциональной модели и поиск методов протезирования отделов мозга, создание полного искусственного аналога мозга, исследование сознания человека и изучение перспектив его дальнейшего воплощения в небиологическом субстрате.
Письмо Пан Ги Муну подписали: Дмитрий Ицков, Рэймонд Курцвейл, Джеймс Мартин, Теодор Бергер, Питер Диамандис, Роберт Турман, Амит Госвами, Дэвид Хэнсон, Александр Каплан, Бен Герцель, Наташа Вита-Мор, Рэндал Куне, Андерс Сандберг, Стюарт Хамерофф, Кен Хейворт, Давид Дубровский, Виталий Дунин-Барковский, Александр Панов, Уильям Бушелл, Лазар Пухало, Свами Вишнудевананда Гири Джи Махарадж, Алан Брилл, Найджел Экланд.

### Второй конгресс «Глобальное Будущее 2045» (Нью-Йорк 2013)
15-16 июня 2013 года в Линкольн-центре в Нью-Йорке был проведен Второй международный конгресс «Глобальное будущее 2045», который собрал лидеров мировой нейронауки и робототехники, известных общественных и духовных деятелей, а также более 250 журналистов со всего мира и был посвящён проекту «Аватар».
Среди спикеров конгресса: футуролог, изобретатель Рэй Курцвейл, разработчик технологии протезирования мозга Тед Бергер, молекулярный генетик Джордж Черч, нейробиолог Массачусетского технологического института Эд Бойден, разработчик человекоподобных роботов Дэвид Хэнсон, создатель роботов-андроидов Хироси Исигуро, учредитель и глава фонда X-Prize Питер Диамандис, крупнейший благотворитель Оксфордского университета за всю его историю Джеймс Мартин и многие другие.
Конгресс вызвал большой интерес со стороны зарубежных СМИ. О мероприятии написали такие крупные издания, как Huffingtonpost, Forbes, MIT Technology Review, CNN Money.

## Освещение в СМИ
В мае 2011 года российские СМИ обошла информация о видеообращении голливудского киноактёра Стивена Сигала к премьеру Владимиру Путину, в котором он предложил главе Правительства РФ встретиться и обсудить детали проекта «Россия-2045».
В июле-сентябре того же года интернет-телеканал «Нейромир-ТВ» посвятил проекту 7 своих передач.
1 октября 2011 года в газете The New York Times проскочило ошибочное утверждение о личном интересе В. Путина к идее бессмертия, по поводу чего Ицков выступил с опровержением, опубликованным агентством Reuters.

### Обращение к участникам списка Forbes
В начале июля 2012 года Дмитрий Ицков от имени движения обратился к миллиардерам-участникам списка Forbes The World’s Billionaires List с призывом подарить людям вечную жизнь, профинансировав исследования в области кибернетического бессмертия и искусственного тела, проводимые под эгидой движения.
Обращение было широко распространено СМИ (публикации в «Утро. Ru», CNews, Правде. Ру), в том числе, после перепечатки в Daily Mail, в западной прессе (публикации в Forbes, Popular Science, La Stampa и др.).

### Дмитрий Ицков на страницах The New York Times
В преддверии второго конгресса «Глобальное будущее 2045» в Нью-Йорке основатель Движения «Россия 2045» и президент конгресса Дмитрий Ицков стал героем газеты The New York Times, попав на обложку секции бизнес её воскресного номера.

## Реакция на движение
Некоторые ученые относятся к идеям движения настороженно, в первую очередь к его этической компоненте. Помимо вышеупомянутой Комиссии по борьбе с лженаукой, критически высказались о движении руководитель Института синергийной антропологии при Высшей школе экономики Сергей Хоружий, завкафедрой биомедицинской этики Российского государственного медицинского университета Ирина Силуянова, философ Пиама Гайденко.
В то же время ряд известных в мире персон поддержал движение. В дополнение к С. Сигалу, о поддержке проекта «Аватар» заявил Далай-лама XIV.
Согласно проведённому Левада-Центром 20-23 января 2012 года опросу, 45 % россиян поддержали бы общественное движение, выступающее за радикальное продление жизни. После обращения Ицкова к участникам списка Forbes на сайте одного из телеканалов канадской CBC проводился опрос, в ходе которого 53 % участников выбрали ответ, что хотели бы получить бессмертие при помощи кибернетических технологий.
Пожалуй, наиболее курьёзной является реакция эксперта американского телеканала Scrap TV доктора Говарда По, который убеждён, что созданный в России киборг будет коммунистом, помешанным на убийстве детей.
В то же время среди участников проекта «Аватар» такие известные ученые, как профессор МГУ Александр Каплан, создатель первой в России лаборатории по нейроинтерфейсам, Давид Дубровский, профессор, сопредседатель Научного совета РАН по искусственному интеллекту, Теодор Бергер, создатель технологии протезирования мозга в Университете Южной Калифорнии, Эд Бойден, профессор Mассачусетского технологического института, Рэймонд Курцвейл, директор по техническим разработкам корпорации Google, Стюарт Хамерофф, профессор Университета Аризоны, Хироси Исигуро, директор центра робототехники в Осаке.